# Виндмил (Њу Мексико)
Виндмил (енгл. Windmill) насељено је место без административног статуса у америчкој савезној држави Њу Мексико.

## Демографија
По попису из 2010. године број становника је 43.
| Група             | 2000.    | 2010.      |
| Белци             | 0 (0,0%) | 24 (55,8%) |
| Афроамериканци    | 0 (0,0%) | 0 (0,0%)   |
| Азијати           | 0 (0,0%) | 0 (0,0%)   |
| Хиспаноамериканци | 0 (0,0%) | 18 (41,9%) |
| Укупно            | 0        | 43         |